# Diskografija Big Seana
Diskografija američkog repera Big Seana sastoji se od 1 studijskog albuma, 3 miksana albuma, 3 singla, te 4 spota.

## Albumi

### Studijski albumi
| Godina                                                                                     | Album | Završne pozicije na top ljestvicama | Završne pozicije na top ljestvicama | Završne pozicije na top ljestvicama | Završne pozicije na top ljestvicama | Prodaja        |
| Godina                                                                                     | Album | SAD                                 | SAD R&B                             | SAD Rap                             | KAN                                 | Prodaja        |
| ------------------------------------------------------------------------------------------ | --- | ----------------------------------- | ----------------------------------- | ----------------------------------- | ----------------------------------- | -------------- |
| 2011.                                                                                      | Finally Famous - Objavljeno: 28. lipnja 2011. - Diskografska kuća: GOOD Music, Def Jam - Formati: CD, digitalni download | 3                                   | 2                                   | 1                                   | 20                                  | - SAD: 294.000 |
| "—" znači da album nije objavljen u tom području ili da nije dospio na glazbenu ljestvicu. | |                                     |                                     |                                     |                                     |                |

### Miksani albumi
| Album                                 | Detalji o albumu                                                  |
| ------------------------------------- | ----------------------------------------------------------------- |
| Finally Famous: The Mixtape           | - Objavljeno: 2007. - Formati: CD - Diskografska kuća: GOOD Music |
| Finally Famous Vol. 2: UKNOWBIGSEAN   | - Objavljeno: 2009. - Formati: CD - Diskografska kuća: GOOD Music |
| Finally Famous Vol. 3: BIG            | - Objavljeno: 2010. - Formati: CD - Diskografska kuća: GOOD Music |
| Finally Originals                     | - Objavljeno: 2011. - Formati: CD - Diskografska kuća: GOOD Music |
| FFOE (Finally Famous Over Everything) | - Objavljeno: 2011. - Formati: CD - Diskografska kuća: GOOD Music |

## Singlovi

### Kao vodeći izvođač
| 2011.                                                                                      | "My Last" (featuring Chris Brown)                          | 30 | 4 | 1 | - SAD: zlatna | Finally Famous |
| 2011.                                                                                      | "Marvin & Chardonnay" (featuring Kanye West & Roscoe Dash) | 32 | 1 | 4 |               | Finally Famous |
| 2011.                                                                                      | "Dance (A$$)"                                              | 10 | 4 | 2 |               | Finally Famous |
| "—" znači da singl nije objavljen u tom području ili da nije dospio na glazbenu ljestvicu. |                                                            |    |   |   |               |                |

### Kao gostujući izvođač
| 2011.                                                                                      | "Lay It on Me" (Kelly Rowland featuring Big Sean) | 109 | 43 | — | Here I Am |
| "—" znači da singl nije objavljen u tom području ili da nije dospio na glazbenu ljestvicu. |                                                   |     |    |   |           |

### Ostale pjesme s top ljestvica
| 2011.                                                                                      | "I Do It"                                    | 120 | 92 | Finally Famous |
| 2011.                                                                                      | "High" (featuring Wiz Khalifa & Chiddy Bang) | 98  | —  | Finally Famous |
| "—" znači da singl nije objavljen u tom području ili da nije dospio na glazbenu ljestvicu. |                                              |     |    |                |

## Videospotovi
| Naziv                 | Godina        | Režiser        |
| --------------------- | ------------- | -------------- |
| "My Last"             | 2011.         | TAJ Stansberry |
| "Marvin & Chardonnay" | 2011.         | Hype Williams  |
| "I Do It"             | 2011.         | TAJ Stansberry |
| "Dance (A$$)"         | Hype Williams |                |

## Vanjske poveznice
- Diskografija
- Uspjeh na top ljestvicama